# Bameboro
Bameboro est une localité du Cameroun située dans le département des Bamboutos et la Région de l'Ouest. C'est un village bamiléké qui fait partie de l'arrondissement de Batcham et du groupement Bangang.

## Géographie
La localité est située à 3 km à l'ouest de Mbouda et à 11 km au nord-est de Batcham.

## Population
En 1967, Bameboro comptait 860 habitants. Lors du recensement de 2005, on y a dénombré 1 927 personnes.

## Enseignement
Bameboro dispose d'une école catholique et d'une école protestante.

## Cultes
La paroisse catholique Saint Joseph de Bamenboro Ville relève de la doyenné de Mbouda du diocèse de Bafoussam.

## Personnalités
Victor Tsapi, professeur d'université, est né à Bameboro en 1963.